# Trólebus

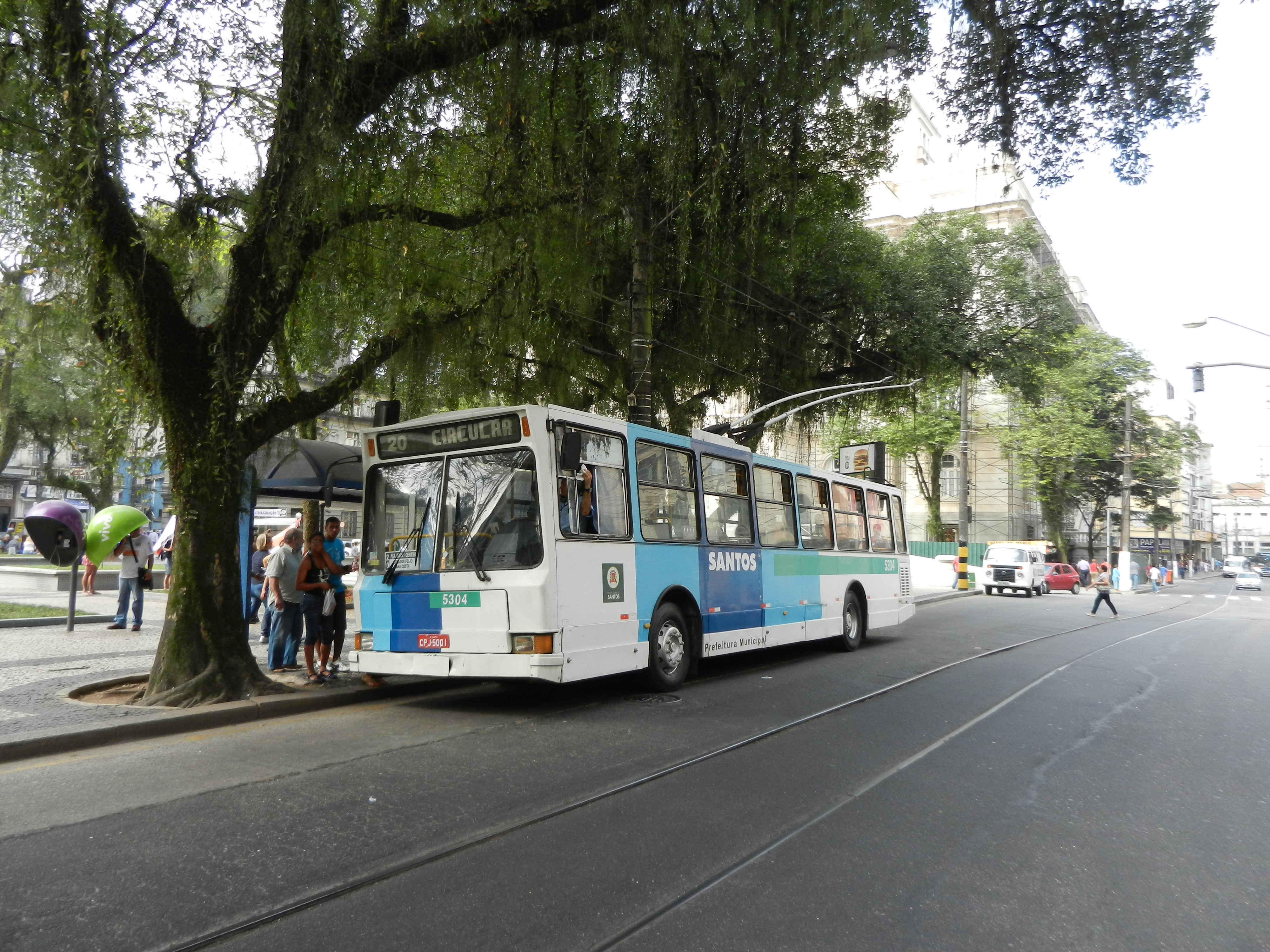
Trólebus em Santos (Brasil)

O trólebus (português brasileiro) ou troleicarro (português europeu) (em inglês: trolley bus), também conhecido como troleibus ou trólei, é um ônibus (autocarro) elétrico, alimentado por uma catenária de dois cabos superiores a partir da qual recebe a energia elétrica mediante duas hastes (alavancas ou varas). O trólebus não faz uso de vias especiais ou carris (trilhos) na calçada, pelo que é um sistema mais flexível. Conta com pneus de borracha em vez de rodas de aço nos carris, como os tranvias (elétricos).
A linha de trólebus mais comprida do mundo, com um comprimento de 86 km, une as cidades ucranianas de Simferopol e Ialta, na costa do Mar Negro.
A frota mais antiga deste tipo de veículos, para além da máquina mais antiga em funcionamento, circula pelas ruas da cidade chilena de Valparaíso.

## História

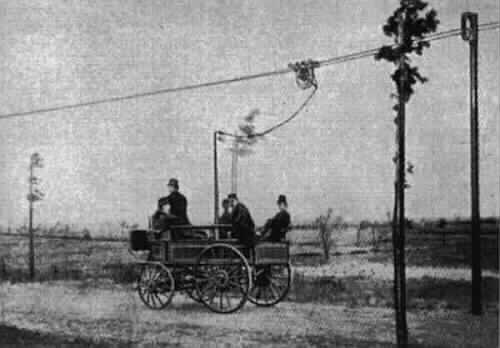
Primeiro trólebus do mundo em Berlim

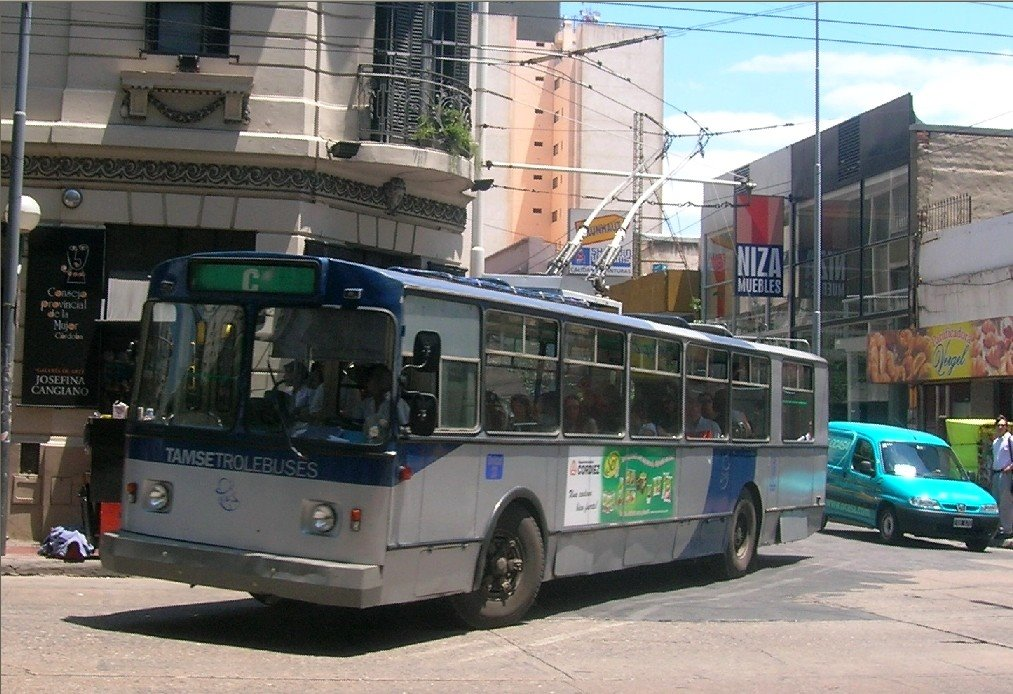
trólebuses da cidade argentina de Córdoba

A história do trólebus começa a 29 de abril de 1882, quando Ernst Werner von Siemens fez andar o seu Elektromote num subúrbio de Berna, que funcionou até 13 de junho de 1882. A primeira linha experimental, desenvolvida por Lombard Gérin pôs-se em marcha para a Exposição Universal de Paris de 1900. Max Schiemann dá um salto decisivo quando a 10 de julho de 1901, implanta a primeira linha de trólebuses para transporte público em Bielathal (perto de Dresden) na Alemanha.
O trólebus, como meio de transporte urbano para efeitos práticos, tem a sua origem nos Estados Unidos nos princípios do século XX; em 1920, a fábrica Brill de Filadélfia já produzia trólebuses, com grande aceitação das companhias de transporte urbano, devido à grande parecença das suas mecânicas com o tranvia e com a sua cablagem aérea, o que permitia ao pessoal da companhia familiarizar-se rapidamente com o seu novo material.
O desenvolvimento do grande trólebus data da primeira década do século XX, quando pareceu ser um ponto médio natural entre os veículos elétricos (tranvia) e os autocarros a gasolina. Os sistemas de trólebus podem evitar obstáculos na via que um tranvia não pode, o que aumenta a segurança e não requer o alto investimento de uma linha de tranvia. Também oferece uma capacidade de transporte intermédia entre os autocarros e os tranvias (menos capacidade que um tranvia, mais que um autocarro por hora e por direção.
Nos Estados Unidos, as petrolíferas e a indústria de automóvel foram condenadas a uma multa federal por usar métodos corruptos com as entidades públicas e privadas para a eliminação de tranvias e trólebus e qualquer outro tipo de transporte elétrico, redução de todo o tipo de transporte guiado, por fomentar o automóvel particular em urbanizações e todo o tipo de transporte por estrada, tolerando os autocarros como mal menor sempre que não competisse em igualdade de condições com o transporte privado, e desse modo por reduzir o transporte ferroviário e fomentar a aviação.
O trólebus desenvolveu-se amplamente nos países da Europa de Leste e da União Soviética, onde se implantaram em quase todas as cidades com mais de 200 000 habitantes.
Algumas empresas de transporte público, começando pela Brooklyn-Manhattan Transit Corporation (BMT) de Nova York, anunciaram o conceito de all-four. Isto é, o emprego de autocarros, trólebuses, tranvias e metros como um sistema integrado e complementar entre os sistemas mais ligeiros e os mais pesados. Em especial, os autocarros e os trólebuses são considerados sistemas para trajetos curtos que completavam outros sistemas de mais longo trajeto, e mais rápidos, como o metro, trem ligeiro ou trem urbano.

## Características

### Esquema
Esquema de um trólebus, mostrando neste caso um Pullman Standard 43-CX Nº 814.
|  | 1. Cabo 2. Letreiro de destino 3. Espelho retrovisor externo 4. Farol 5. Portas dianteiras 6. Primeiro eixo simples dianteiro 7. Portas traseiras 8. Segundo eixo dual traseiro 9. Barras decorativas 10. Tensores 11. Corda 12. Cabeça 13. Troles ou plumas 14. Gancho dos troles ou plumas 15. Base dos troles 16. Número da máquina |

### Vantagens
- Os trólebuses são de particular importância para cidades escarpadas ou montanhosas, onde a eletricidade é mais efetiva que o diesel na hora de subir colinas; para além disso, têm maior aderência que os elétricos.

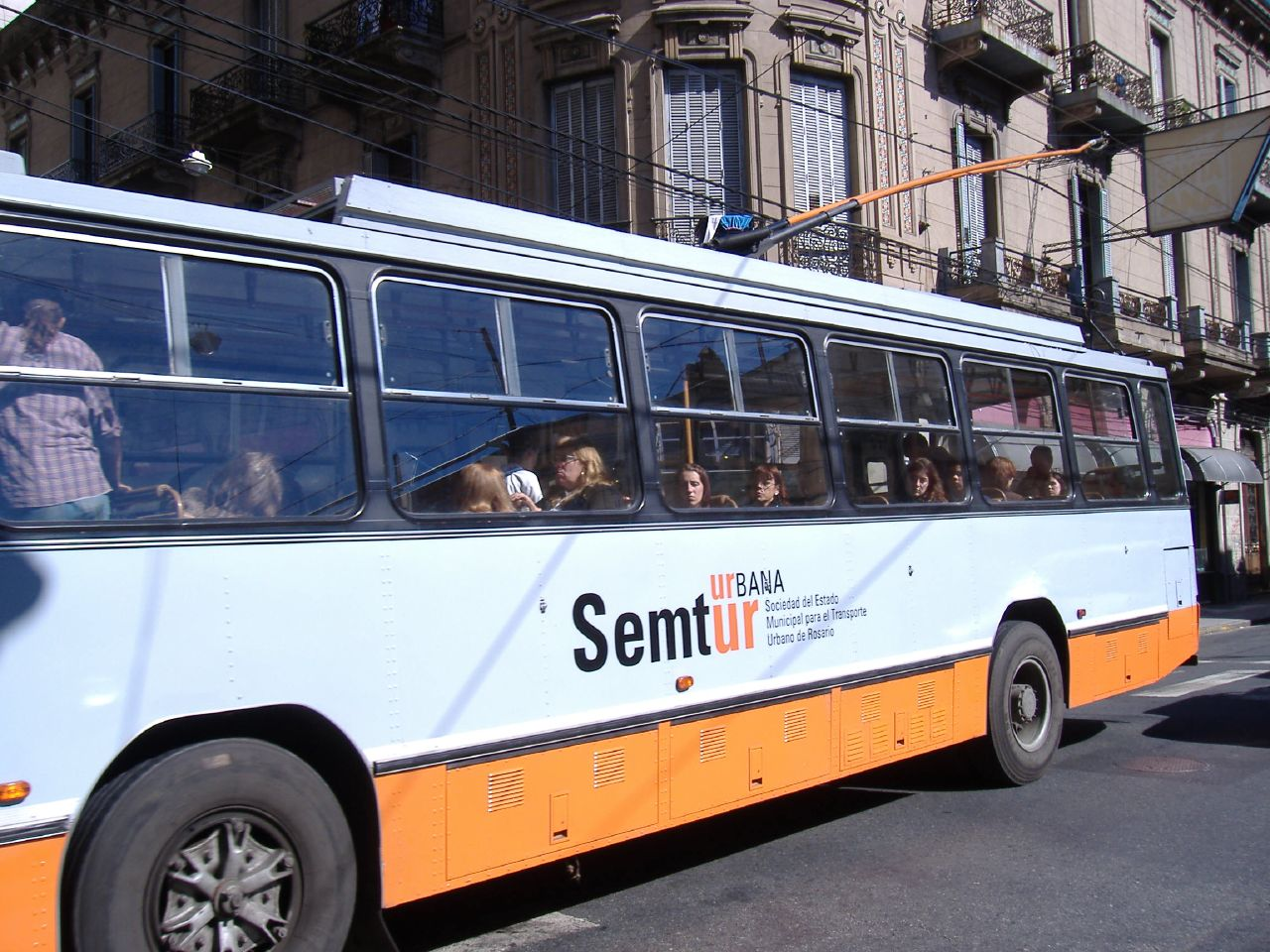
Trólebuses de Rosário, Argentina

- Os trólebuses, tal como todos os veículos elétricos, são vistos frequentemente como um meio de transporte menos poluentes que os autocarro de combustão, que consomem hidrocarbonetos e emitem gases. A utilização de energia produzida em centrais elétricas tem vantagens sobre os motores de explosão: é mais eficiente, pode utilizar maior variedade de combustíveis e é mais conveniente para o controlo da contaminação e pode-se reutilizar o calor gerado fornecendo água quente para todo o tipo de usos (indústrias, hospitais, instalações desportivas), ou geração de frio com equipas de absorção. Em todo o caso, também se pode utilizar a energia renovável.
- Outra vantagem que raras vezes está presente em outros veículos (exceto alguns turismos híbridos) é que podem gerar energia elétrica a partir da energia cinética quando travam ou vão encosta abaixo num processo chamado travagem regenerativa.
- Sugeriu-se que os trólebuses se tornarão obsoletos numa economia de hidrogénio. Contudo, a transmissão direta de eletricidade, como a usada no trólebus, é muito mais eficiente que a produção, o transporte, o armazenamento e o aproveitamento energético do hidrogénio em células de combustível num fator de 2,2 a 1, e muito menos perigoso.

### Inconvenientes
O trólebus compartilha vantagens com o tranvia e o autocarro mas também algumas desvantagens:
- Se o trólebus se separa acidentalmente da catenária, pára. Pelo mesmo motivo, os trajetos possíveis se limitam aos trajetos com catenárias instaladas. Contudo, pode-se incorporar uma bateria ou um motor térmico convencional para permitir uma maior versatilidade.
- Os pneumáticos produzem mais resistência que as rodas metálicas sobre os carris e, portanto, um maior gasto de eletricidade em relação a um tranvia.
- Se repentinamente ocorre um apagão elétrico não funcionarão (a menos que contem com uma fonte de reserva como uma bateria inércial ou um motor auxiliar).

### Cruzamentos
Os cruzamentos da linha aérea podem ser de vários tipos, simples, perpendicular e oblíquo e também múltiplo apenas filovias ou filovia-filolinha (tranvias). Estes últimos são diferentes se o cruzamento tranviário usa trólei ou pantógrafo e tendem a ser oblíquos para assim não perder em nenhum momento alimentação aos veículos.

### Trólebus guiado

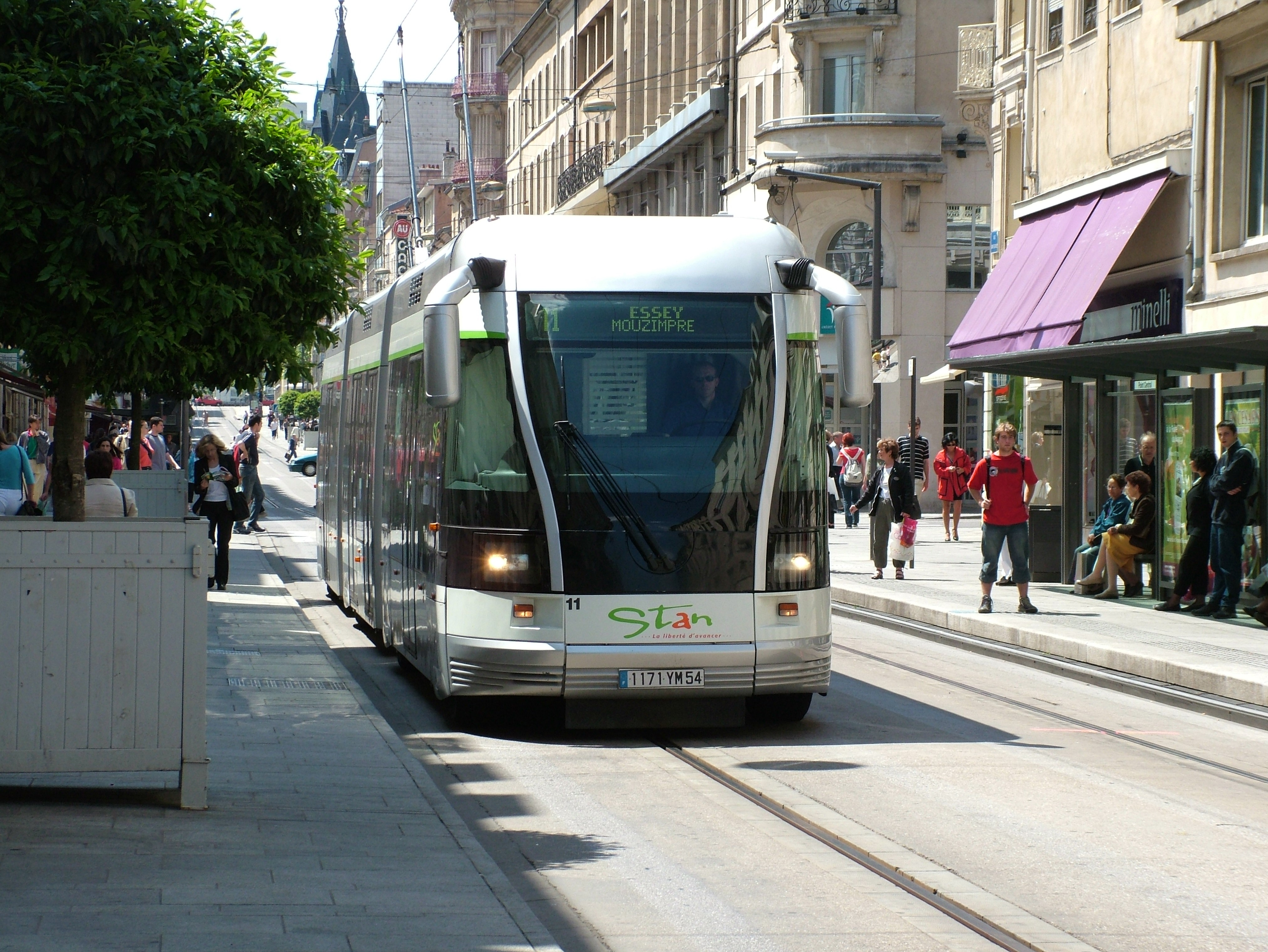
Trólebus guiado Bombardier Guided Light Transit (GLT, francês: Transport sur Voie Réservée «Transporte de Carril Reservado» ou TVR) – Nancy, França

Trata-se de um híbrido entre o tranvia e o trólebus, que circula sobre pneumáticos pela calçada normal, mas guiado por um carril central embutido no pavimento.
Em Caen, França, instalaram um tranvia unidirecional com pneumáticos e carril central de guiamento, alimentação tranviária com fiolinha, um fio e pantógrafo com retorno pelo carril. Dispõe de gerador diesel para o seu regresso às garagens sem guiamento pelo que para a legislação francesa é um autocarro.
Em Nancy, França, dispõem de um sistema similar mas de alimentação por fiovia e duplo trólei, pelo que pode circular em modo elétrico com ou sem guiamento, também dispõe de motor diesel para a mudança de sentido onde não há circuito elétrico e para levá-lo para as garagens, sendo que o carril de guiamento é incompatível com o de Caen. Também está legislado como autocarro.
A desvantagem destes dois sistemas é que ambos dispõem de um único fabricante e o operador não pode acudir ao mercado de tranvias e trólebuses em busca de melhor preço ou prestações (concursos).
A Bombardier deixou de produzir os sistemas de Caen e Nancy, porque não lhes é rentável manter um produto que apenas duas cidades usam, pelo que estas estão estudando adotar o Translorh, de modo que se dirigiram a Lorh, para estudar a transformação que exigirá mudar todo o carril guia e estudar a alimentação no caso de Nancy, (esta última tem em exploração comercial troços sem guiamento), sendo que parece muito caro considerando que a única cidade que o usa, pensa em instalar um tranvia convencional.

### Catenária
O trólebus pode utilizar uma catenária comum de três fios com o tranvia.

### Tranvia sobre pneumáticos
Em Clermont-Ferrand, adotaram o Translohr um tranvia bidirecional sobre pneumáticos, similar ao sistema de Caen mas que só funciona em modo elétrico e de nenhum modo pode operar sem guiamento, pelo que o veículo carece tanto de volante, espelhos e luzes automobilísticas como de placas de matrícula.
Aparentemente será fechado ao esgotar a sua vida útil e substituído por um tranvia tradicional com guiamento ferroviário e autocarros/trólebuses com guiamento ótico.

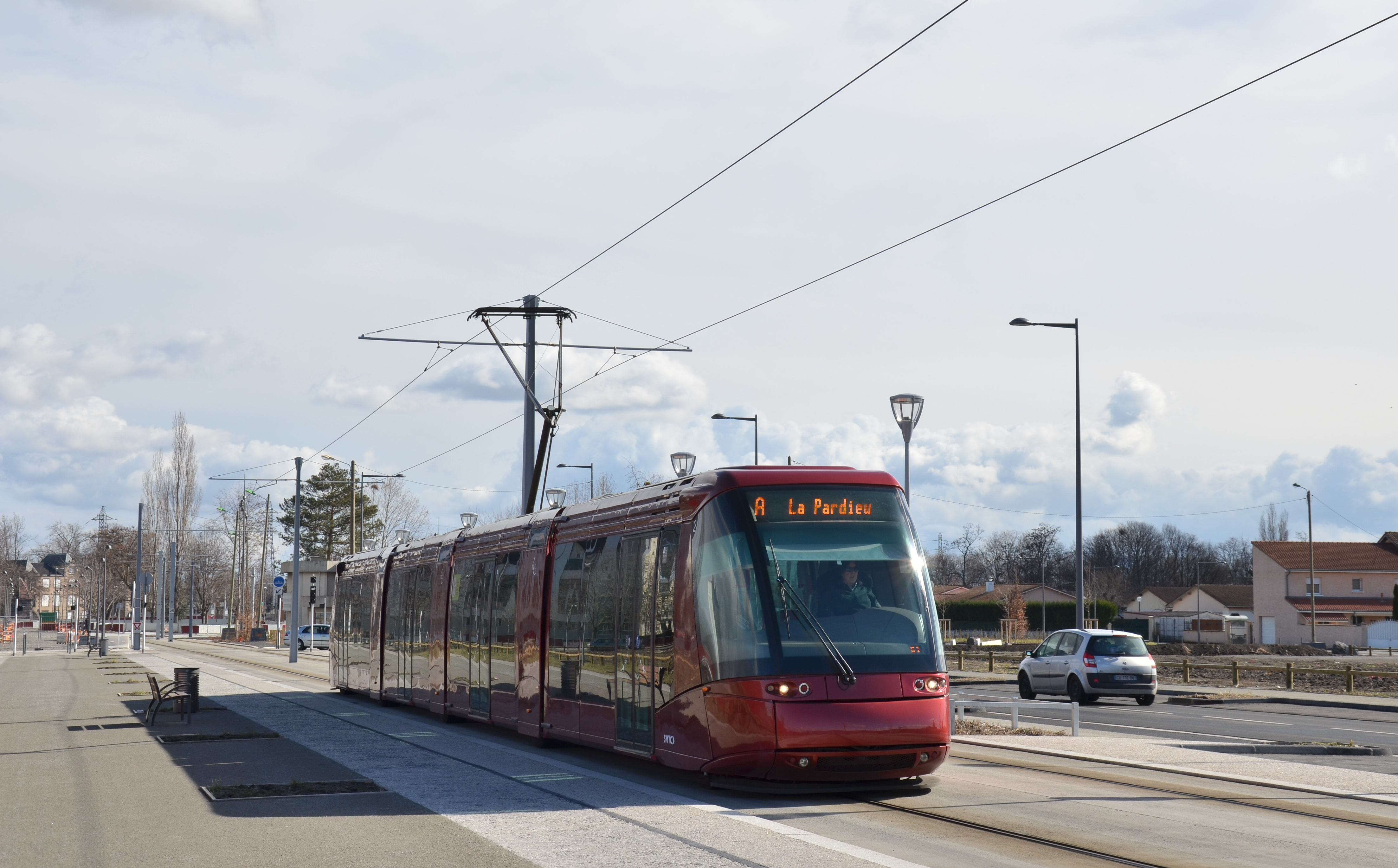
Translorh em Clermont-Ferrand, França (Não se deve confundir com o trólebus)
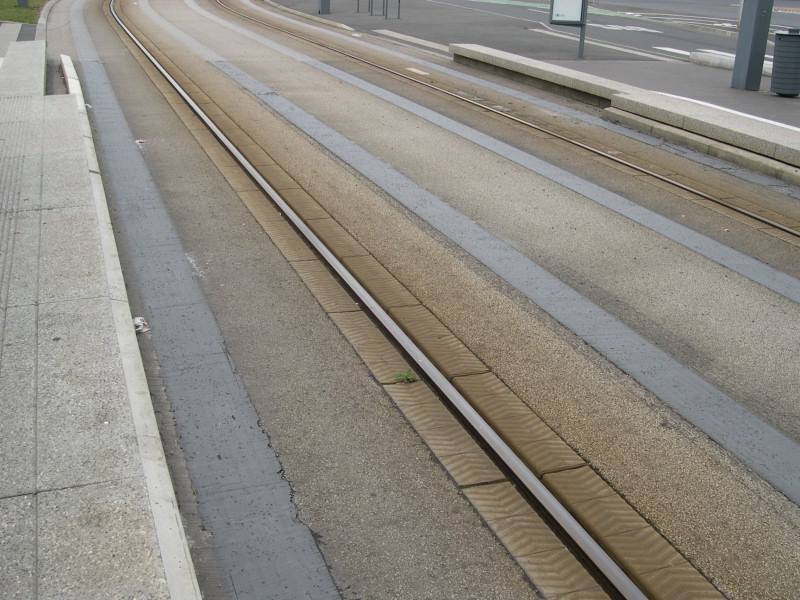
Secção do carril guia
Esquema da guia central do carril sistema «Translohr» (verde) e da guia das rodas do veículo (vermelho), que agarram o carril perpendicularmente entre si – Clermont-Ferrand, França, Tianjin, China, Medellin Colômbia, Veneza, Itália e Pádua, Itália.
Secção transversal da guia central do carril e da roda guia do Bombardier GLT – Nancy e Caen, França
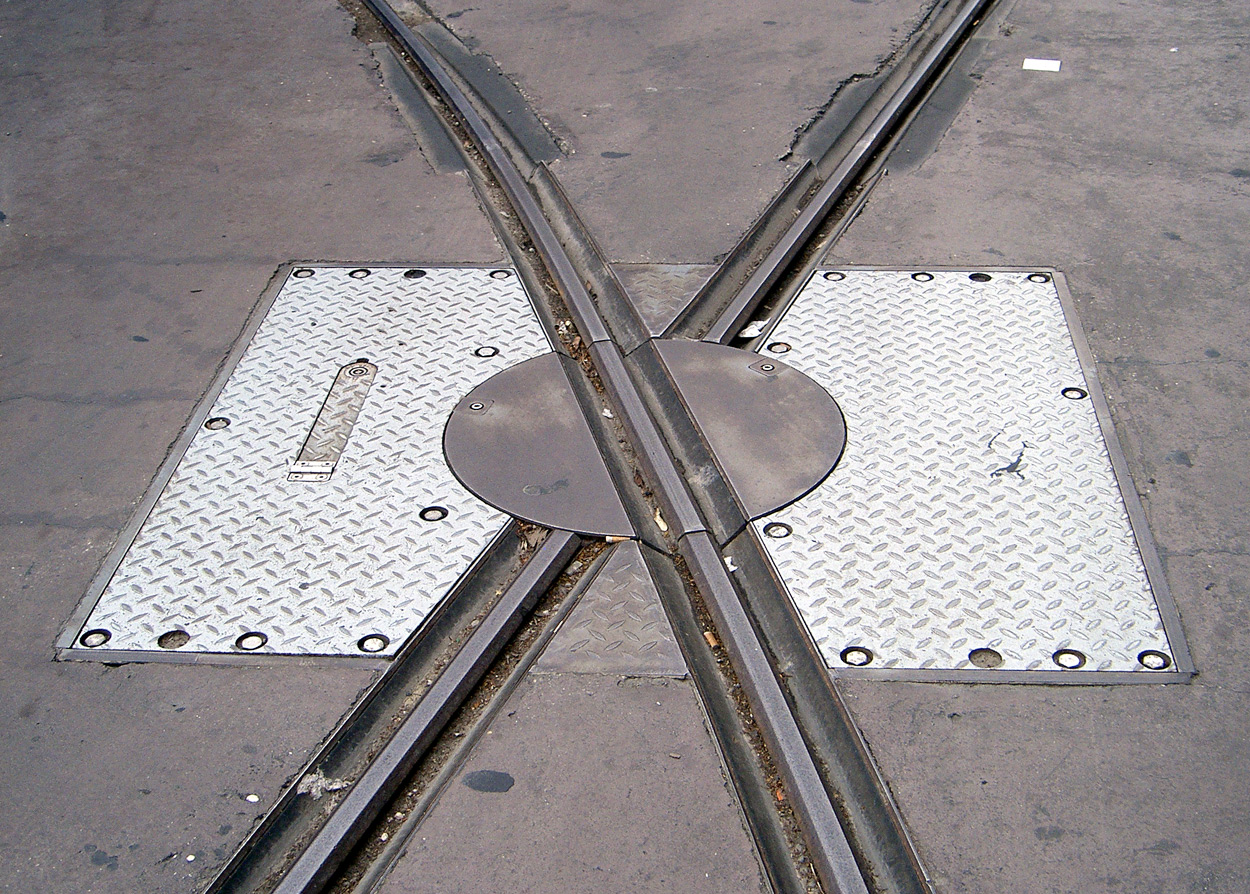
Ao contrário dos GLT / TVR e tranvias ordinários onde as rotas das vias se cruzam, o sistema Translohr requere uma equipa especial para manter a orientação contínua.

#### Orientação ótica
Também existe um sistema de orientação ótica em prova que utiliza simples marcas pintadas no solo e um sistema ótico (laser ou visão artificial).
Em Castellón, já está funcionando o TVRCAS um trólebus guiado com gerador diesel para alimentar os seus motores elétricos integrados nos pneus do veículo e poder circular se for preciso sem fiovia. Utiliza guiamento laser com marcas na calçada e plataforma exclusiva, mas pode circular perfeitamente sem elas.

## Sistemas pelo mundo
Atualmente, há em torno de 315 cidades ou áreas metropolitanas onde os trólebuses ainda operam, e mais de 500 sistemas de trólebuses adicionais existiram no passado. Para uma lista completa dos sistemas de trólebuses por localidade, com as datas de abertura e (no seu caso de encerramento), consulte a lista dos sistemas de trólebuses e as listas relacionadas como indicadas ali.
Em distintos países do mundo, existem cidades que contam com serviços de trólebuses.
Na América do Sul, por exemplo, muitas cidades têm até aos dias de hoje serviços de autocarros elétricos, e outras o tiveram noutros tempos (como Montevideu, Uruguai).

### Brasil

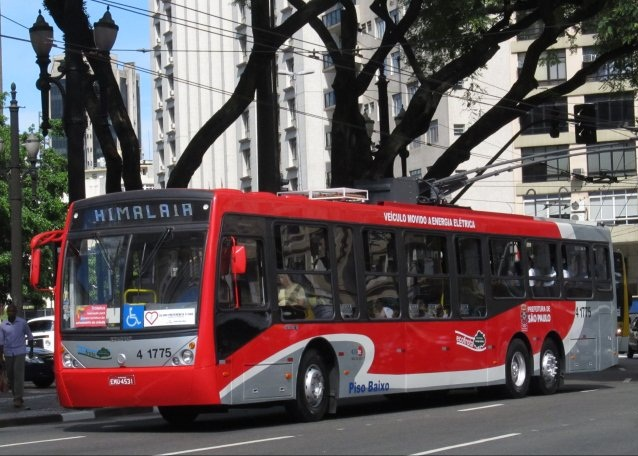
Trólebus piso baixo em São Paulo

No Brasil, os trólebuses surgiram em 1949 na cidade de São Paulo. Vários sistemas seriam criados entre as décadas de 1950 e 1960 como os do Rio de Janeiro, Belo Horizonte, Niterói, Porto Alegre, Salvador, Campos dos Goytacazes, Fortaleza, entre outros, sendo a maioria destes extintos até o início da década de 1970. Restariam, daquela época, apenas os sistemas de São Paulo, Recife, Santos e São Bernardo do Campo.
A demanda por esse tipo de veículo despertou o interesse de empresas nacionais em produzirem trólebus localmente. O primeiro protótipo brasileiro, com um índice de nacionalização de 85% do custo, foi construído pela Villares em 1958 e entregue à CMTC, recebendo o prefixo 6007. Outras empresas posteriormente acompanharam a iniciativa, dentre as quais a Massari e Mafersa. A própria CMTC encarregou-se de reformar alguns veículos no final dos anos 1960.
Nos anos 1980, os trolebus ganhariam novo fôlego no Brasil, através de um programa criado pela estatal Empresa Brasileira de Transportes Urbanos – EBTU, em conjunto com o Ministério dos Transportes e o BNDE (atual BNDES). Surgiriam os sistemas de Ribeirão Preto e de Rio Claro, além do Corredor Metropolitano São Mateus - Jabaquara, da Empresa Metropolitana de Transportes Urbanos de São Paulo na Região Metropolitana de São Paulo. Os remanescentes de outras épocas receberam investimentos para renovação e reforma da estrutura elétrica, além da compra de novos veículos e até mesmo a pavimentação de ruas e avenidas por onde os trólebus circulariam.
Todavia, desde o início dos anos 1990, influenciados pelos novos tempos da política que exigem a chamada "redução do tamanho do Estado" através de privatizações, esses veículos foram gradativamente sendo deixados de lado e desativados no Brasil, dada a falta de interesse dos empresários de ônibus nacionais. Foram extintos os sistemas de Rio Claro em 1993, Ribeirão Preto em 1999, Araraquara em 2000 e o de Recife em 2001. Santos sofreria uma redução drástica entre os anos de 1993 e 1996, com a retirada de mais de 50 carros de circulação e a manutenção de apenas uma, das sete linhas antes existentes. O sistema foi privatizado a partir de julho de 1994, atualmente, apenas seis carros circulam no sistema municipal daquela cidade em uma linha, a 20, ligando o Centro ao Gonzaga. Há planos de se criar uma linha turística de trólebus na cidade. Por outro lado, foi solicitado o tombamento do sistema de trólebus de Santos, em tramitação.

#### Santos

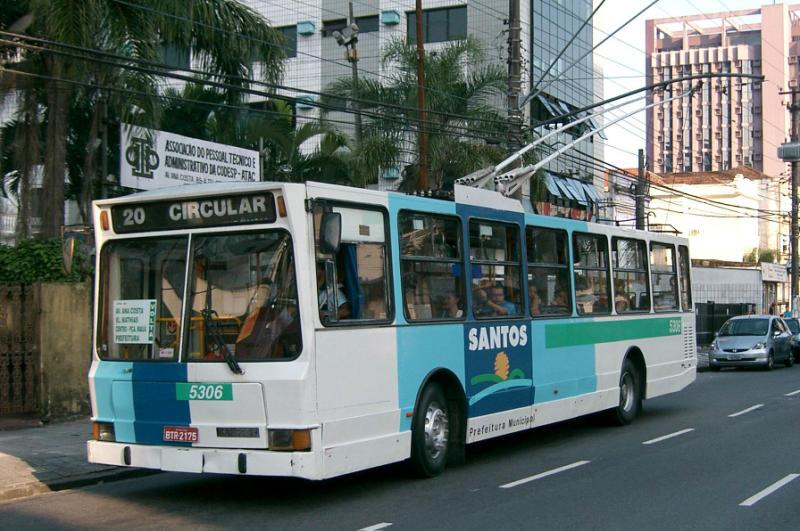
Um veículo Mafersa em operação (linha 20), em 2005

O sistema de Trólebus de Santos foi inaugurado em 12 de agosto de 1963, e mantém-se em operação nos dias de hoje, circulando apenas uma linha, de 11 que jamais existiram. Foi privatizado em 1998 e o seu tombamento solicitado em 2006.

#### Cidade de São Paulo

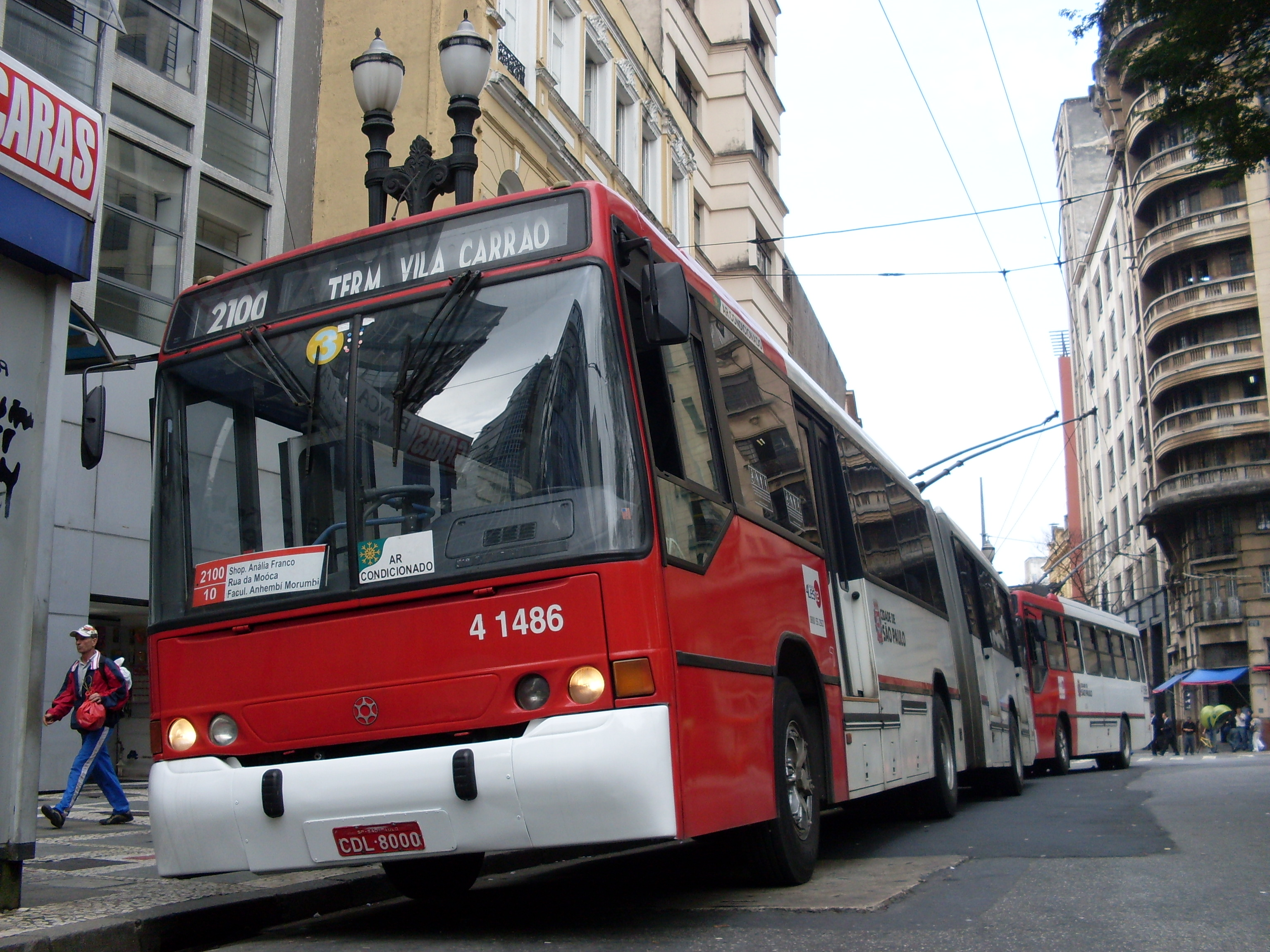
Trólebus articulado na Praça da Sé, centro de São Paulo

O Sistema Municipal de Trólebus de São Paulo é o mais antigo desta categoria de veículos no Brasil, tendo sido inaugurado em 1949. Atualmente, é o maior em atividade no Brasil e em todo o Hemisfério Sul, operando atualmente com 201 veículos em 13 linhas (sendo duas temporariamente suspensas), todas elas operadas pela Ambiental Transportes Urbanos Ltda e gerenciadas pela São Paulo Transporte S.A..

#### Corredor ABD

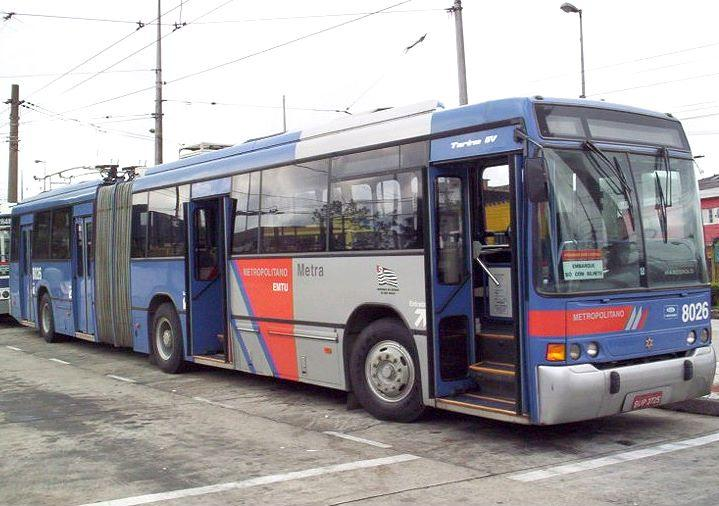
Trólebus articulado da Metra

O sistema do corredor da EMTU-SP (São Mateus – Ferrazópolis – Piraporinha, no Estado de São Paulo), depois da privatização, feita em 1997, permanece operando com cerca de 80 veículos, sendo que a maior parte do trajeto é feito em via segregada do restante do trânsito das ruas e avenidas por onde passa (o que se constitui como uma excelente vantagem para a sua operação).
Recentemente, o trajeto entre o Terminal Piraporinha, em Diadema, e o Terminal Jabaquara, em São Paulo, foi eletrificado porém ainda não opera totalmente com trólebus.
A concessionária Metra adquiriu, em julho de 2006, 24 veículos que estavam encostados no sistema municipal de São Paulo, restaurando-os e colocando-os em circulação novamente.

### Portugal

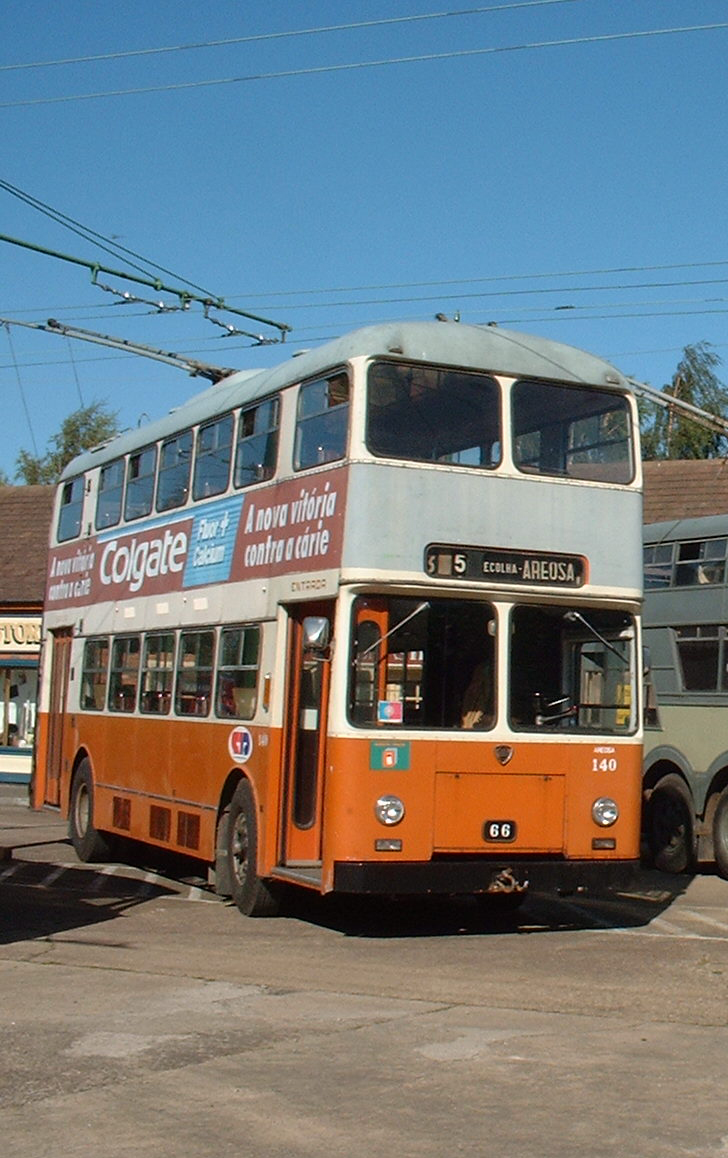
Veículo 140 dos STCP (Porto), um Lancia de dois andares, exposto num museu britânico

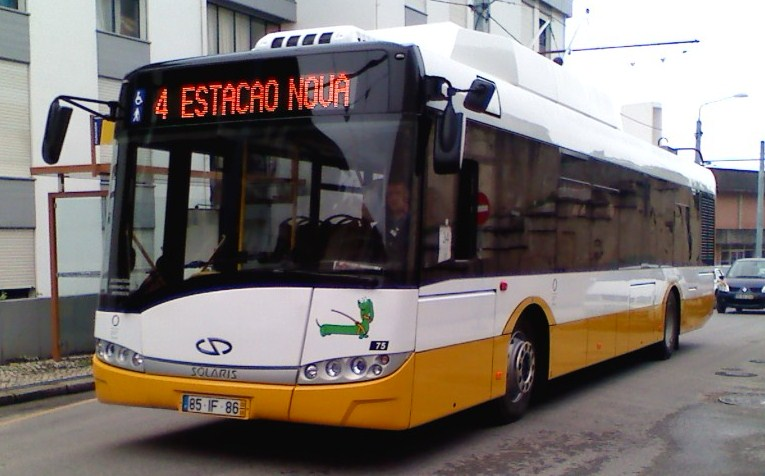
Veículo 75, um Trolino Solaris, servindo a carreira 4 dos SMTUC com destino à Estação Nova (Coimbra)

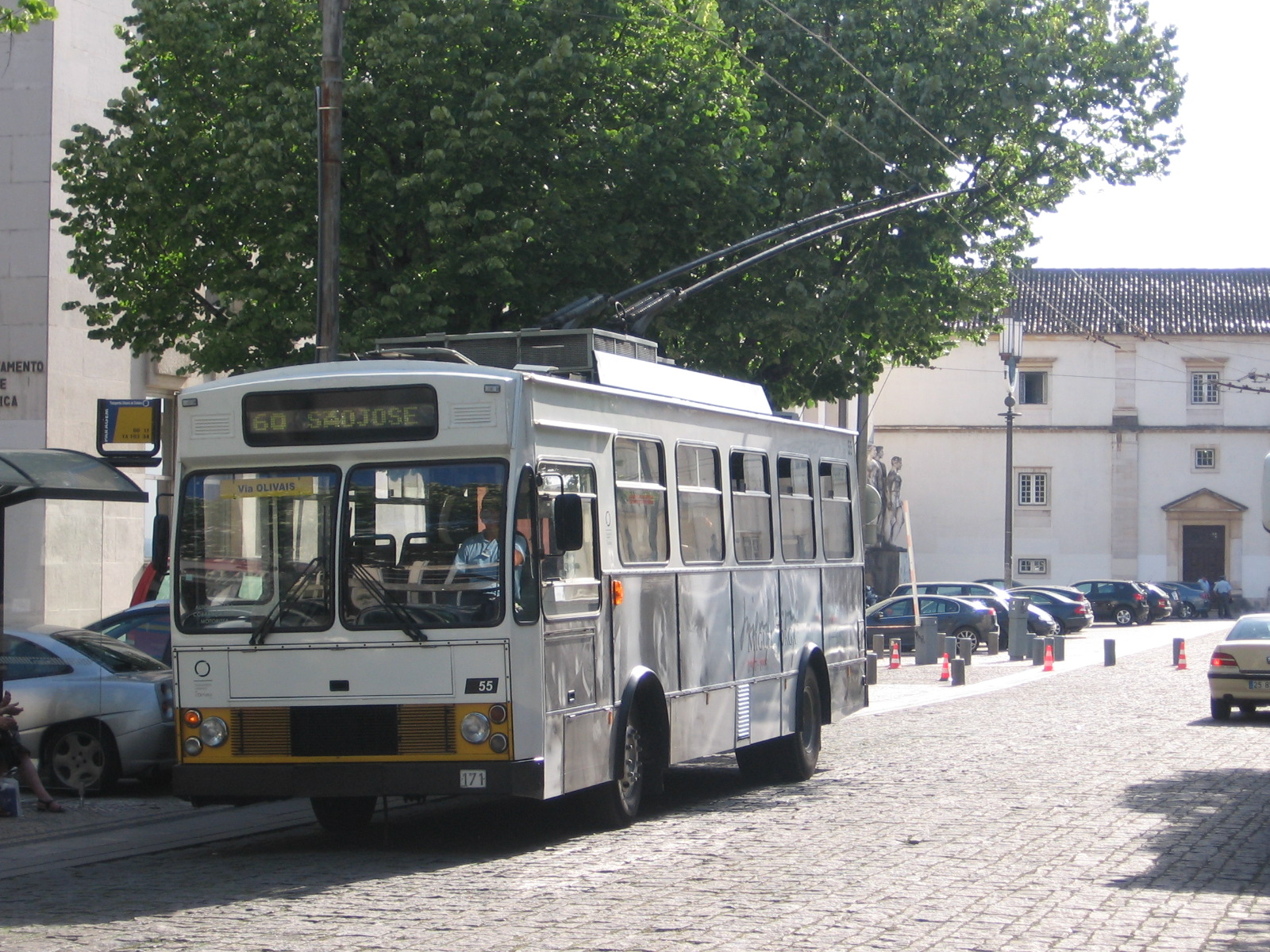

#### Coimbra
A única cidade portuguesa equipada, atualmente com trólebus é Coimbra, atualmente com mais carreiras desde a extinção dos elétricos na cidade.

#### Braga
Em Braga, circularam tróleis desde 1961, até finais da década de 1970.

#### Porto
No Porto, circularam 15 carreiras de trólei, de janeiro de 1959 a dezembro de 1997.

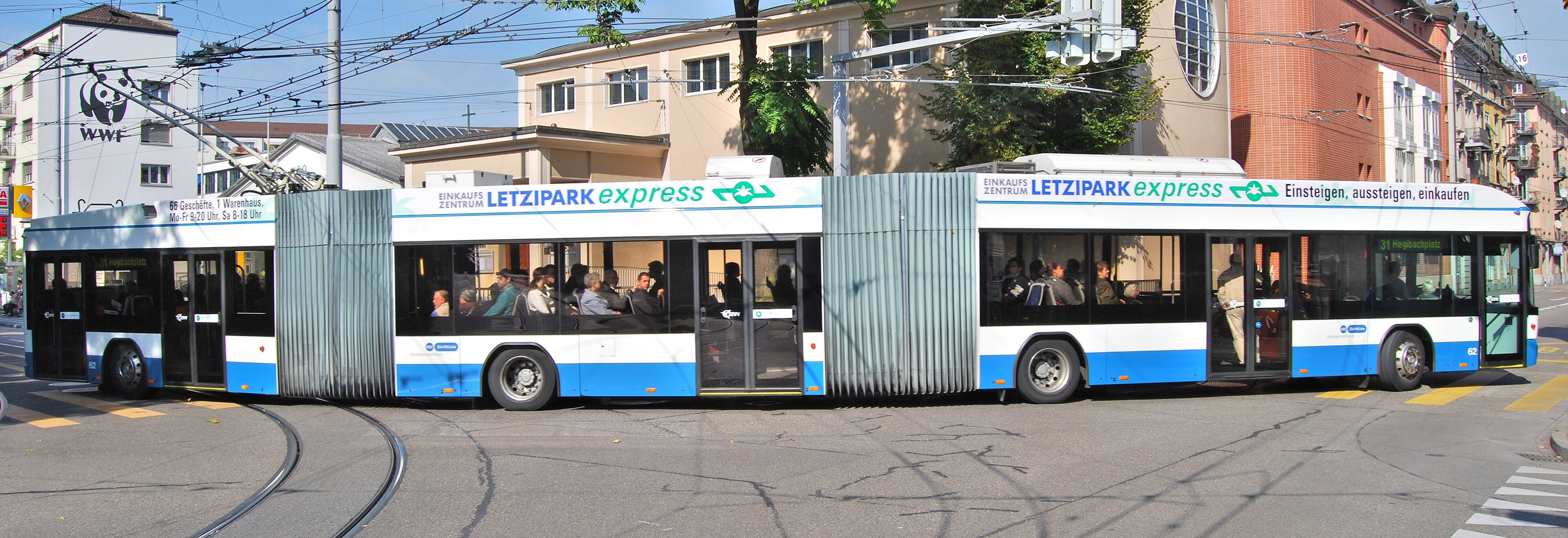
Trólebus biarticulado (4 eixos, 3 segmentos) em Zurique. Note-se à esquerda como se cruza com uma linha de elétrico.